# Liste der Preisträger des Prix Sorcières
Der Prix Sorcières (französisch für Hexen-Preis) ist ein französischer Literaturpreis, der seit 1986 für Kinder- und Jugendliteratur vergeben wird.

## Preisträger

### Kategorie Kleinkind
- 1987: Christian Bruel, illustriert von Anne Bozellec, Liberté Nounours,
- 1988: Claude Ponti, Adèle s'en mêle, Gallimard Jeunesse
- 1989: Marie-Claire Bruley, Lya Tourn, illustriert von Philippe Dumas, Enfantines, L'École des loisirs
- 1990: Jan Ormerod, Une casserole pour jouer, Milan Presse
- 1991: Michèle Nikly und Jean Claverie, L’art du pot, Éditions Albin Michel
- 1992: Grégoire Solotareff, Les bêtises de Bébé Ours, Hatier
- 1993: Alain Julié, Pas vu, pas pris, Éditions Mango
- 1994: Charlotte Mollet, Une souris verte, Didier Jeunesse
- 1995: Sam Mac Bratney, illustriert von Anita Jeram, Devine combien je t'aime, L'École des loisirs
- 1996: Trish Cooke und Helen Oxenbury, Très, très fort !, Flammarion
- 1997: Claude Ponti, Sur la branche, L'École des loisirs
- 1998: Jeanne Ashbé, Et dedans il y a..., L'École des loisirs,
- 1999: Christian Bruel, Alboum, Éditions Être
- 2000: Antonin Louchard und Katy Couprie, Tout un monde, Éditions Thierry Magnier
- 2001: Voutch, Pourquôôââ, Éditions Thierry Magnier
- 2002: Ruth Brown, Dix petites graines, Gallimard Jeunesse
- 2003: Chantal Groléziat, Paul Mindy und Élodie Nouhen, Comptines et berceuses du baobab, Didier Jeunesse
- 2004: Martine Perrin, Méli-Mélo, Milan Presse
- 2005: Jean Gourounas, Grosse légume, Éditions du Rouergue
- 2006: Martine Perrin, Qui où quoi, Milan Presse
- 2007: Audrey Poussier, Mon Pull, L'École des loisirs
- 2008: Claire Dé, Ouvre les yeux, Éditions du Panama
- 2009: Anne Crausaz, Raymond rêve, Éditions MeMo
- 2010: Cécile Boyer, Ouaf miaou cui-cui, Albin Michel Jeunesse
- 2011: Hervé Tullet, Un livre, Bayard jeunesse
- 2012: Chris Haughton, Un peu perdu, éditions Thierry Magnier
- 2013: Lucie Félix, Deux yeux,  Éditions Les Grandes Personnes
- 2014: Julie Safirstein, Le jour la nuit tout autour, Hélium
- 2015: Édouard Manceau, Le petit curieux, Ed. Milan Jeunesse
- 2016: Corinne Dreyfuss, Pomme, pomme, pomme, Éditions Thierry Magnier

### Kategorie Bilderbuch
- 1986: Toshi Yoshida, La querelle, L’École des loisirs.
- 1987: Michael Palin, Richard Seymour, illustriert von Alan Lee, La pierre de cristal, Casterman.
- 1988: Anne Queseman, Laurent Berman, La mort marraine, Ipomée
- 1989: Claude Clément, Frédéric Clément, Le luthier de Venise, L’École des loisirs
- 1990: Michael Rosen und Helen Oxenbury, La chasse à l’ours, Ouest-France
- 1991: Philippe Corentin, L'Afrique de Zigomar, L’École des loisirs
- 1992: Joan Manuel Gisbert, illustriert von Alfonso Ruano, Le gardien de l’oubli, Syros
- 1993: François Place, Les derniers géants, Casterman
- 1994: Werner Holzwarth und Wolf Erlbruch, De la petite taupe qui voulait savoir qui lui avait fait sur la tête, Milan Presse
- 1995: Thierry Dedieu, Yacouba, Seuil jeunesse
- 1996: Philippe Corentin, L’ogre, le loup, la petite fille et le gâteau, L'École des loisirs
- 1997: Fred Bernard und François Roca, La reine des fourmis a disparu, Éditions Albin Michel
- 1998: Christian Voltz, Toujours rien, Éditions du Rouergue
- 1999: Anthony Browne, Une histoire à quatre voix, Éditions Kaleidoscope
- 2000: Michael Morpurgo, illustriert von Christian Birmingham, La sagesse de Wombat, Gautier-Languereau
- 2001: Peter Sís, Madlenka, Grasset Jeunesse
- 2002: David Wiesner, Les trois cochons, Éditions Circonflexe
- 2003: Rascal und Stéphane Girel, Ami-Ami, L’École des loisirs, coll. « Pastel »
- 2004: Rébecca Dautremer, L'amoureux, Gautier-Languereau
- 2005: Wolf Erlbruch, La Grande question, Éditions Être
- 2006: Magali Le Huche, Les Sirènes de Belpêchao, Didier jeunesse
- 2007: Christian Voltz, La Caresse du papillon, Éditions du Rouergue
- 2008: Jean-Luc Fromental, 365 Pingouins, Éditions Naïv
- 2009: Stian Hole, L'été de Garmann, Éditions Albin Michel
- 2010: Isabelle Carrier, La petite casserole d'Anatole, Éditions Bilboquet
- 2011: Germano Zullo und Albertine, Les oiseaux,
- 2012: Anne Herbauts, De quelle couleur est le vent ?
- 2013: Kenya Hirata, illustriert von Kunio Katô, La maison en petits cubes,  Éditions nobi nobi !
- 2014: Roberto Innocenti und Aaron Frisch, La petite fille en rouge, Gallimard
- 2015: Edward Van de Vendel, Le chien que Nino n'avait pas, Didier Jeunesse
- 2016: Frédéric Marais, Yasuké, Éd. Les fourmis rouges

### Kategorie Erste Leser
- 1989: Marie-Aude Murail, Le chien des mers, L’École des loisirs
- 1990: Marie-Aude Murail, illustriert von Michel Gay, Le hollandais sans peine, L’École des loisirs
- 1991: Ann Cameron, illustriert von Thomas B. Allen, Le plus bel endroit du monde, L’École des loisirs
- 1992: Claude Ponti, Broutille, L’École des loisirs
- 1993: Christophe Donner, illustriert von Philippe Dumas, Le cheval qui sourit, L’École des loisirs
- 1994: Elzbieta, Flon-Flon et Musette, L’École des loisirs
- 1995: Danielle Fossette, illustriert von Dominique Boiry, Je ne veux pas aller au tableau, Rouge et Or
- 1996: Xavier-Laurent Petit, Colorbelle-ébène, L’École des loisirs
- 1997: Didier Lévy und Coralie Gallibour, Peut-on faire confiance à un crocodile affamé ?, Éditions Albin Michel
- 1998: Anne Fine, Journal d'un chat assassin, L’École des loisirs
- 1999: Thierry Lenain, Mademoiselle Zazie a-t-elle un zizi ?, Nathan
- 2000: Susie Morgenstern, illustriert von Mireille d’Allancé, Joker, L’École des loisirs
- 2001: Rascal, illustriert von Stéphane Girel, Côté cœur, L’École des loisirs, Reihe « Pastel »
- 2002: Hubert Ben Kemoun, illustriert von François Roca, Terriblement vert!, Nathan
- 2003: Jean-François Chabas, Le Père Tire-Bras, Éditions Thierry Magnier
- 2004: Claude Helft, illustriert von Jiang Hong Chen, Hatchiko chien de Tokyo, Éditions Desclée de Brouwer
- 2005: Hanno, Sur le bout des doigts, Éditions Thierry Magnier
- 2006: Mathis, Cinq, six bonheurs, Éditions Thierry Magnier
- 2007: Delphine Bournay, Grignotin et mentalo, L’École des loisirs
- 2008: Gustave Akakpo, Le Petit monde merveilleux, Grasset jeunesse
- 2009: nicht vergeben
- 2010: Valérie Zenatti, illustriert von Audrey Poussier, Vérité, vérité chérie, L’École des loisirs, Paris
- 2011: Mélanie Rutten, Oko, un thé en hiver, Éditions MeMo
- 2012: Colas Gutman, L'enfant, L’École des loisirs, Paris
- 2013: Vincent Cuvellier, illustriert von Ronan Badel, Émile est invisible, édition Gallimard Jeunesse, Reihe Giboulées
- 2014: Agnès Domergue und Cécile Hudrisier, Il était une fois... Contes en haïkus, Thierry Magnier
- 2015: Hélène Rice (Text), Ronan Badel (Illu.), Le meilleur livre pour apprendre à dessiner une vache, Thierry Magnier
- 2016: Jacques Goldstyn, L'arbragan, La pastèque

### Kategorie Roman 9–12
- 1998: Yaël Hassan, Un Grand-père tombé du ciel, Casterman
- 1999: J. K. Rowling, Harry Potter à l'école des sorciers, Gallimard
- 2000: Jean-Claude Mourlevat, L’Enfant Océan, Pocket Junior
- 2001: Michael Morpurgo, illustriert von François Place, Le Royaume de Kensuké, Gallimard Jeunesse
- 2002: Sylvie Weil, Le Mazal d'Elvina, L'École des loisirs, Reihe « Medium »
- 2003: Dominique Sampiero, illustriert von Monike Czarnecki, P’tite mère, Rue du monde, Reihe « Roman du Monde »
- 2004: Brigitte Smadja, Il faut sauver Saïd, L'École des loisirs
- 2005: Anne Vantal, Chère Théo, Éditions Actes Sud Junior
- 2006: Thomas Lavachery, Bjorn le Morphir, L'École des loisirs
- 2007: Timothée de Fombelle, Tobie Lolness, Gallimard
- 2008: Jerry Spinelli, Z comme Zinkoff, L'École des loisirs
- 2009: Ulrich Hub, L'Arche part à 8 heures, Alice Jeunesse
- 2010: Maria Parr, übers. von Jean-Baptiste Coursaud, Cascades et gaufres à gogo, Éditions Thierry Magnier
- 2011: Stéphanie Bonvicini und Marianne Ratier, La petite taiseuse, Éditions Naïve
- 2012: Hermann Schulz, Mandela et Nelson, L'École des loisirs
- 2013: Brian Selznick, Black out, Bayard jeunesse
- 2014: Pam Muñoz Ryan, Le rêveur, illustriert von Peter Sis, Bayard jeunesse
- 2015: Katherine Rundell, Le ciel nous appartient (Trad. Emmanuelle Ghez), Les grandes personnes
- 2016: Michael Morpurgo, Le mystère de Lucy Lost, Gallimard jeunesse

### Kategorie Jugendroman
...
- 2008: Jean-Claude Mourlevat, Le Combat d'hiver (Winterspiele, übers. von Bettina Bach), Gallimard Jeunesse
- 2013: Sarah Cohen-Scali, Max, Gallimard Jeunesse, Reihe „Scripto“
- 2014: Jacqueline Kelly, Calpurnia, L'École des loisirs, Reihe „Medium“
- 2015: Anne Fine, Le Passage du diable (The devil walks, übers. von Dominique Kugler), L'École des loisirs
- 2016: Clémentine Beauvais, Les petites reines, Sarbacane

### Kategorie Dokumentarbuch
...
- 2013: Aleksandra Mizielinska und Daniel Mizielinski: Cartes : voyages parmi mille curiosités et merveilles du monde, Rue du monde
- 2014: Thierry Lenain und Benoît Morel, C'est ta vie ! L'encyclopédie qui parle d'amitié, d'amour et de sexe aux enfants, Oskar
- 2015: Yvan Pommaux (Texte und Illu.) und Christophe Ylla-Somers, Nous, notre histoire, L'école des loisirs
- 2016: Pascale Hédelin, Cité Babel, Éd. des éléphants

### Spezialpreis
- 1989: Prix spécial Révolution für Hervé Luxardo und Gérard Finel, Douze idées qui changèrent le monde : la Révolution française, Hachette Jeunesse
- 1991: Grand prix spécial an Pierre Elie Ferrier
- 1993: Daniel Pennac, Comme un roman, Gallimard
- 1997: Claude Boujon, La chaise bleue, L'École des loisirs
- 2001: François Place, Du pays des amazones aux îles Indigo, Du pays de Jade à l’île Quinookta, De la rivière rouge au pays des Zizotls, Casterman et Gallimard
- 2002: Robert Cormier
- 2006: Claude Ponti
- 2007: Pierre Elie Ferrier
- 2010: Thierry Dedieu
- 2012: Elzbieta